# Sud Airlines
Sud Airlines — французская компания, базировавшаяся в Марселе со штаб-квартирой в Экс-ан-Прованс, Франция. Закрыта в 2008 году.

## История
Компания зарегистрирована в 2003 году с кодом ИКАО SDU (код IATA не присвоен); выполняла чартерные рейсы из Марселя в Африку, Азию и на Карибские острова. Флот компании состоял из одного самолёта McDonnell Douglas DC-10-30 (DC-10 msn 46997)
В 2008 году компания была закрыта.